# Young God (EP Swans)
Young God – minialbum amerykańskiego zespołu Swans, wydany w 1984 przez K.422. W 1992 wszystkie utwory z EP dołączono do wersji CD albumu Cop wydanego nakładem K.422 i Young God Records pod tytułem Cop / Young God. Kompozycje weszły także w skład późniejszej reedycji Cop / Young God / Greed / Holy Money.
Minialbum (określany również jako I Crawled EP lub Raping a Slave EP) zawiera eksperymentalne utwory zbliżone stylem do albumu Cop i stanowi jedno z najcięższych wydawnictw Swans. Muzykę na płycie skomponowali wszyscy członkowie zespołu, teksty napisał Michael Gira.

## Lista utworów
Wersja 12":
| Nr | Tytuł utworu     | Długość |
| -- | ---------------- | ------- |
| 1. | „I Crawled”      | 5:40    |
| 2. | „Raping a Slave” | 6:22    |
| 3. | „Young God”      | 7:03    |
| 4. | „This Is Mine”   | 5:24    |
|    |                  | 24:29   |

## Twórcy
- Michael Gira – śpiew, taśmy
- Norman Westberg – gitara elektryczna
- Harry Crosby – gitara basowa
- Roli Mosimann – perkusja, taśmy